# Congosorex
Congosorex är ett släkte i familjen näbbmöss med tre arter som förekommer i centrala Afrika.

## Beskrivning
Individerna liknar arter från släktet Myosorex i utseende. Den art som var känd i början 1950-talet räknades i tidigare till släktet Myosorex. Dessa näbbmöss har en brunaktig päls och vistas i tropiska regnskogar. Annars är ingenting känt om deras levnadssätt.
Arterna är:
- Congosorex verheyeni beskrevs 2002 som självständig art och är bara känd från elva individer som hittades i Kongo-Brazzaville och i Centralafrikanska republiken. Arten når en kroppslängd omkring 60 mm, en svanslängd omkring 20 mm och en vikt av cirka 7 gram. Den betraktas av IUCN som livskraftig.
- Congosorex phillipsorum upptäcktes under 2000-talet i ett bergsområde i Tanzania.[4] Arten listas som akut hotad (critically endangered).
- Congosorex polli är bara känd från en enda individ som hittades i början av 1950-talet i Kongo-Kinshasa. Den är lite större än C. verheyeni och har en något längre svans. IUCN listar arten med kunskapsbrist (data deficient).